# Franciszek Salezy Czaszyński
Franciszek Salezy Czaszyński (ur. 1812, zm. 9 września 1898 w Sanoku) – polski duchowny rzymskokatolicki, kanonik, proboszcz parafii pw. Przemienienia Pańskiego w Sanoku, fundator i budowniczy kościoła pod tym wezwaniem. Radny miejski, powiatowy, działacz społeczny.

## Życiorys

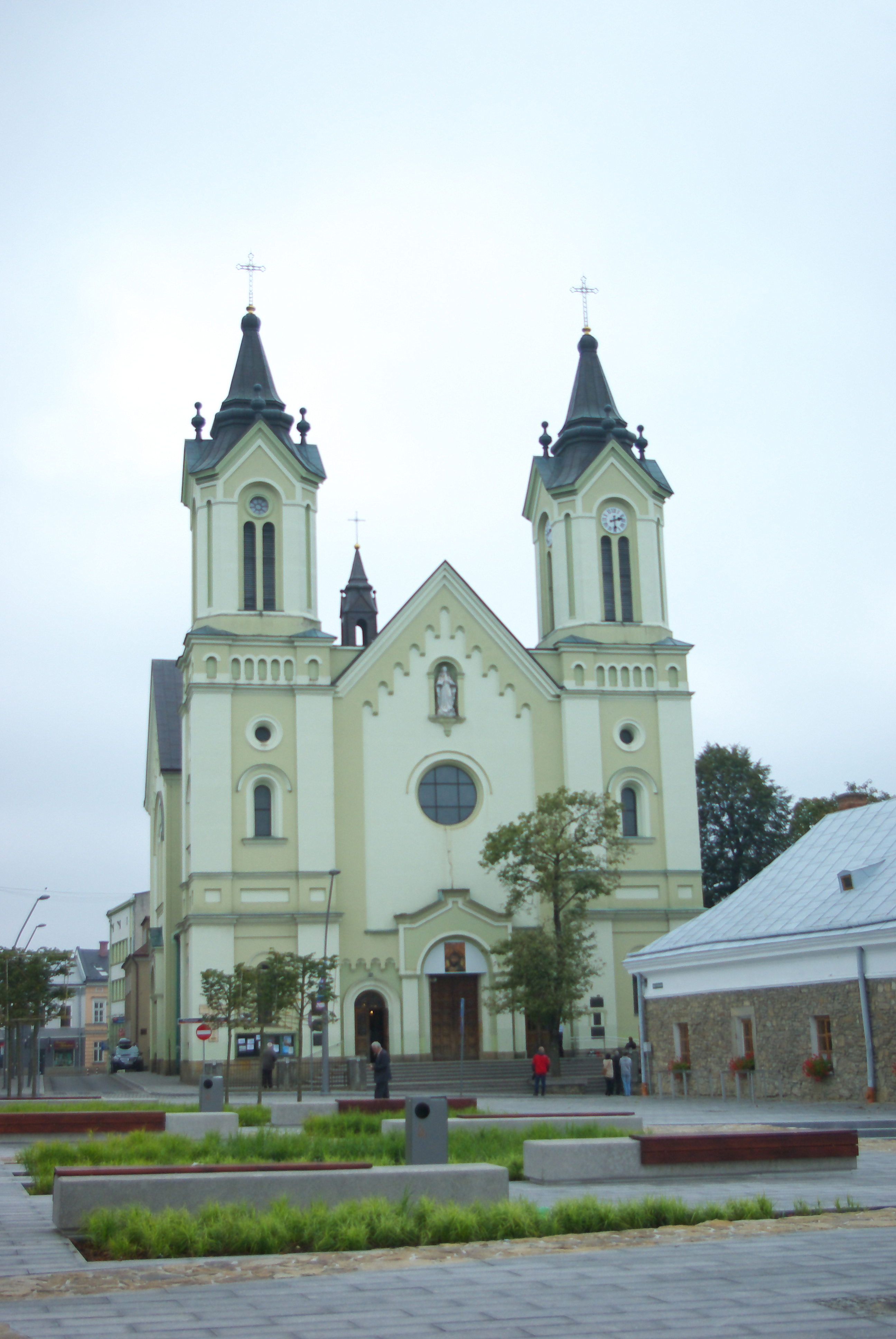
Kościół Przemienienia Pańskiego w Sanoku (2013)

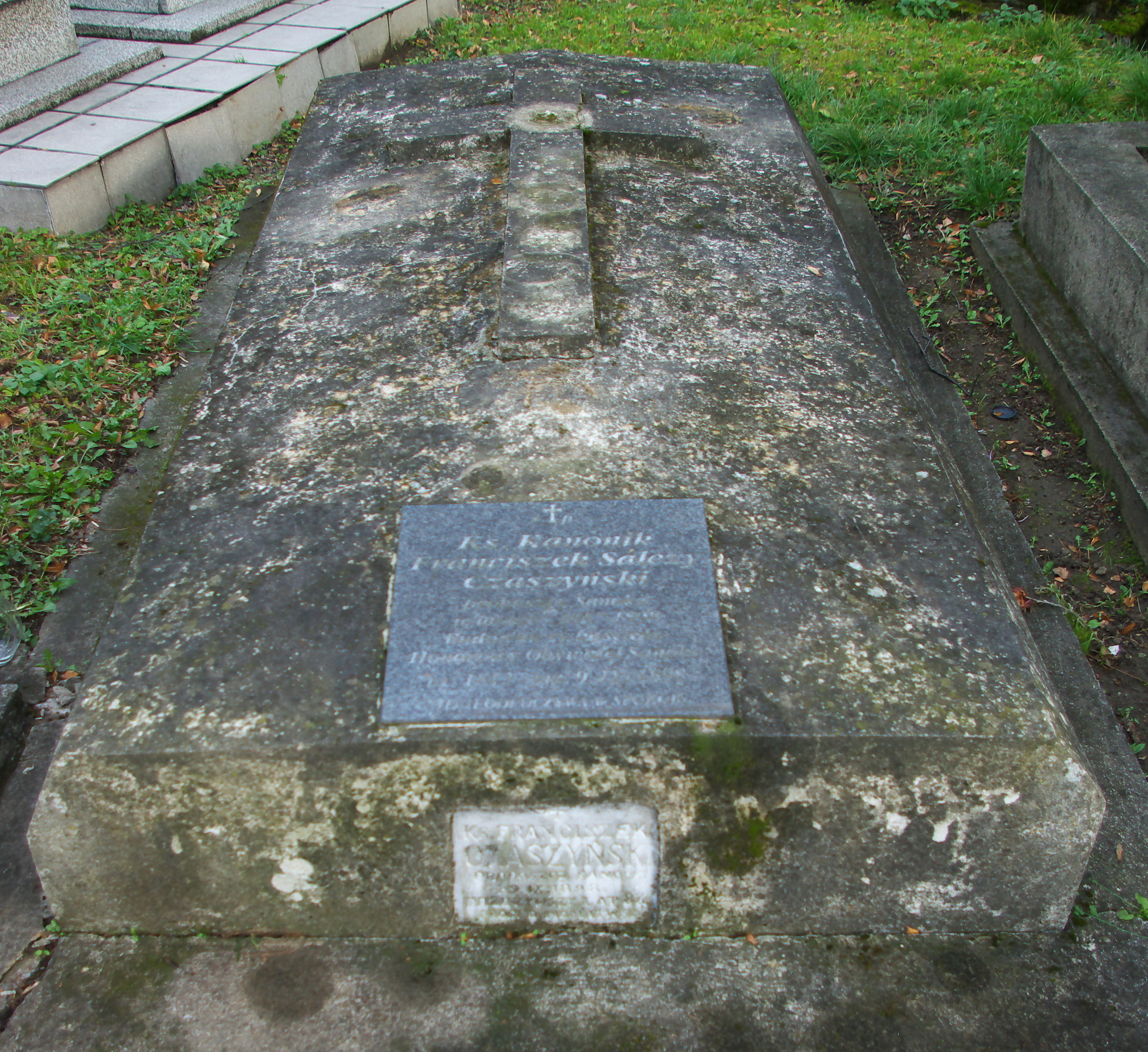
Nagrobek ks. Franciszka Salezego Czaszyńskiego na cmentarzu w Sanoku

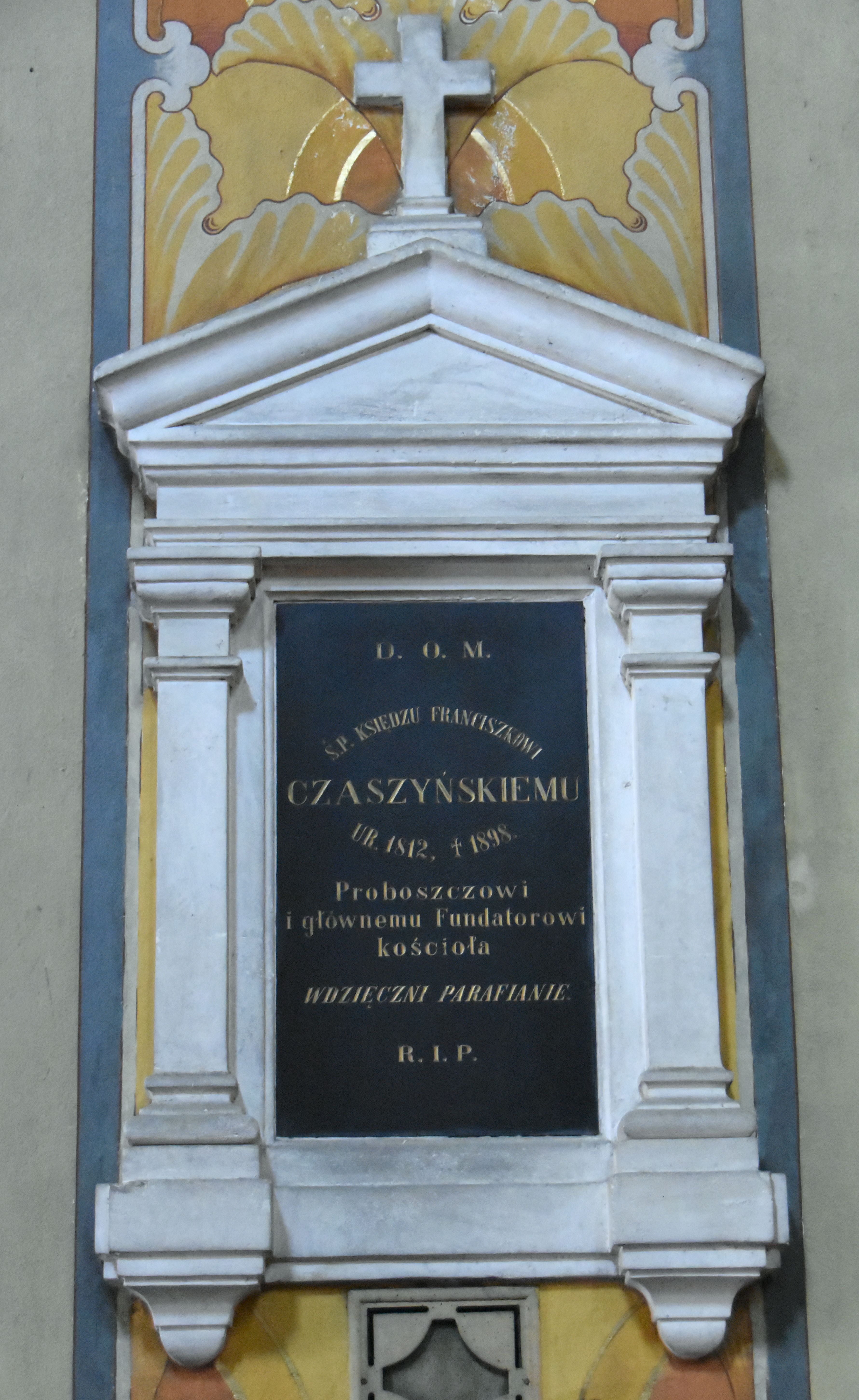
Epitafium ks. Franciszka Salezego Czaszyńskiego w sanockim kościele farnym

Urodził się w 1812. Święcenia kapłańskie otrzymał 6 sierpnia 1835. W styczniu 1857 przybył z Głogowa do Sanoka. W latach 1858–1898 proboszcz parafii pw. Przemienienia Pańskiego, w tym od około 1882 jako emeryt. Został proboszczem powiatowym w mieście, do którego ponadto należało wówczas kilkanaście wsi z okolic. Mimo tego Sanok nie posiadał w tym czasie kościoła ani plebanii (wcześniej istniejący kościół pw. Michała Archanioła doszczętnie spłonął w 1782 i nie został odbudowany, zaś funkcję kościoła parafialnego pełniła pobliska świątynia franciszkanów).
Od czasu przybycia do Sanoka wyznaczył sobie zadanie zbudowania nowej świątyni pod tym wezwaniem. W związku z tym oszczędzał skwapliwie pieniądze na ten cel, kosztem własnych wyrzeczeń (pamiętnikarz określał go jako „skąpca” ubranego w wysłużoną odzież, zaś późniejszy burmistrz miasta Michał Słuszkiewicz opisywał go jako surowego i gniewnego, ale jednocześnie szanowanego i lubianego przez mieszkańców). Główną zbiórkę środków rozpoczął za kadencji burmistrza Sanoka, Erazma Łobaczewskiego (pełnił funkcję od 1867). Sam proboszcz Czaszyński na cel wzniesienia świątyni przekazał 6200 złr.. Swoje zobowiązanie spełnił – był głównym fundatorem kościoła Przemienienia Pańskiego, umiejscowionego na posesji pod ówczesnym numerem 101 (ksiądz nabył grunt za własne pieniądze) przy placu św. Michała, budowanego w latach 1872-1886. Decyzją z 14 grudnia 1886 konsystorz w Przemyślu wydał zezwolenie, w myśl którego ks. Franciszek Salezy Czaszyński w IV Niedzielę Adwentu 19 grudnia 1886 poświęcił kościół. Uroczyste przeniesienie siedziby parafii z parafii franciszkańskiej nastąpiło w Wigilię Bożego Narodzenia 24 grudnia 1886, odprawiona wówczas pasterka była pierwszą mszą św. w kościele (świątynia nie była wówczas jeszcze ukończona w pełni). Konsekracji kościoła dokonał ks. bp sufragan przemyski Jakub Glazer 12 czerwca 1897. Poza tym ks. Franciszek Salezy Czaszyński wybudował plebanię obok kościoła i budynki gospodarcze na folwarku plebańskim położonym na Posadzie Olchowskiej. Był pierwotnym inicjatorem założenia nowego cmentarza parafialnego w Sanoku. Wniosek o tej treści zgłosił w Radzie Miejskiej 3 kwietnia 1867 (10 lat po utworzeniu cmentarza przy ulicy Matejki), zaś przypuszcza się, że przesłanką mogła być intencja założenia nowego cmentarza przeznaczonego tylko dla katolików. Decyzja o utworzeniu została jednak odłożona, a ostatecznie cmentarz przy ulicy Rymanowskiej powstał w wyniku decyzji rady miejskiej z 1894. Według doniesień „Gazety Przemyskiej” ks. Czaszyński podczas mszy świętej 11 lutego 1894 niespodziewanie wygłosił kazanie w języku niemieckim.
Franciszek Salezy Czaszyński udzielał się w życiu miasta i społecznie. Prowadził Szpital Ubogich św. Ducha w Sanoku i dokonał jego remontu. Był zawiadowcą Funduszu dla Ubogich w Sanoku. Uczył religii w gimnazjum, był organizatorem szkolnictwa w Sanoku, nadzorcą szkół ludowych w okręgu sanockim, propagował edukację i zakładanie szkółek niedzielnych dla dziewcząt. Zasiadał w C. K. Radzie Szkolnej Okręgowej w Sanoku, w której był delegatem rady powiatowej i pełnił funkcję zastępcy przewodniczącego do około 1895 (był w niej reprezentantem duchowieństwa). Pełnił funkcję radnego miejskiego: wybrany w 1867, w latach 70. (złożył rezygnację z mandatu radnego 16 czerwca 1873), w 1881), w 1884 (składał rezygnacje z mandatu radnego 9 sierpnia 1887, 10 lipca 1888, 15 listopada 1888 i trzecią z tych decyzji przyjęto. Był wybierany do Rady c. k. powiatu sanockiego jako przedstawiciel gmin miejskich: 10 października 1867 (objął funkcję członka wydziału powiatowego), 1870 (ponownie został członkiem wydziału powiatowego), w 1871, 1872, 1873 (z grupy większych posiadłości, członek wydziału), w 1874), 1875, 1876 (wybrany z grupy gmin miejskich, członek wydziału); w 1876 zatwierdzony jako prezes wydziału powiatowego, ponownie wybrany członkiem rady z grupy gmin miejskich, pełnił stanowisko zastępcy prezesa wydziału powiatowego od 1877, był przewodniczącym komisji miejskich (wpierw finansowej, następnie oświatowej, dzięki której w 1880 utworzono w Sanoku C. K. Gimnazjum Męskie); później wybrany z grupy większych posiadłości (1881, 1882, 1883, 1884), pełnił funkcję członka wydziału, a w 1884 wybrany z gmin miejskich, po wyborach z 1888 zastępcą prezesa wydziału powiatowego (1888, 1889), następnie wybrany z grupy większych posiadłości był zastępcą członka wydziału (1890, 1891, 1892, 1893, 1894, 1895, 1896)). 19 kwietnia 1877 został wybrany zastępcą kasjera Towarzystwa Zaliczkowego w Sanoku (zarejestrowanego 6 sierpnia 1877). Był członkiem i zastępcą przewodniczącego sanockiego biura powiatowego Stowarzyszenia Czerwonego Krzyża mężczyzn i dam w Galicji. Był członkiem zwyczajnym Macierzy Szkolnej dla Księstwa Cieszyńskiego. Był członkiem oddziału sanocko-lisko-krośnieńskiego C. K. Towarzystwa Gospodarskiego we Lwowie. Był członkiem sanockiego gniazda Polskiego Towarzystwa Gimnastycznego „Sokół” od czasu jego powstania w 1889.
Był wiceprezesem reprezentacji Sanoka, która w 1880 spotkała się z podróżującym po Galicji cesarzem Austrii Franciszkiem Józefem I w Krakowie i we Lwowie.
Jubileusz 50-lecia kapłaństwa obchodził w Starej Wsi. 6 sierpnia 1895 odbyły się w Sanoku uroczyste obchody 60-lecia kapłaństwa księdza kanonika, którego inicjatorem był prezes Towarzystwa „Korpusy Wakacyjne” w Sanoku, dr Władysław Czyżewicz, a współdziałał kierownik tegoż, Leopold Biega. Z zarządzenia burmistrza miasta, Cyryla Jaksy Ładyżyńskiego na cześć duchownego zorganizowano pochód z lampionami, pochodniami i muzyką oraz strzelanie z moździerzy. 5 sierpnia 1895 Rada Miejska Sanoka przyznała mu Honorowe Obywatelstwo Królewskiego Wolnego Miasta Sanoka w uznaniu zasług dla miasta, w szczególności wybudowania Kościoła Przemienienia Pańskiego, założenie cmentarza przy ulicy Rymanowskiej. Uroczystość wręczenia dyplomu odbyła się 16 marca 1896. Jubileusz 50-lecia kapłaństwa obchodził w Starej Wsi, a jubileusz 60-lecia kapłaństwa 6 sierpnia 1895 w Sanoku. Z okazji jubileuszu 60-lecia święceń został w sierpniu 1895 mianowany honorowym asesorem konsystorza biskupiego. Za całokształt jego pracy władze austro-węgierskie przyznały mu Złoty Krzyż Zasługi Cywilnej z Koroną.
Franciszek Salezy Czaszyński reprezentował konserwatyzm i legalizm, w związku z czym nabożeństwa okolicznościowe odprawiał w intencji pomyślności rodziny cesarskiej. Podejmował decyzje surowe (np. napiętnował niezgłoszenie do ksiąg martwo urodzonego dziecka przed jego pochowaniem, nakazał podanie wykazu takich zdarzeń i zakazał tego typu pogrzebów bez wiedzy Urzędu Parafialnego), a także kontrowersyjne (m.in. odmówił pochówku żony barona Rhode, wyznania protestanckiego, na cmentarzu katolickim, lecz to postanowienie uchylił Magistrat miasta Sanoka; w 1895 odmówił odprawienia wnioskowanego przez sanockich gimnazjalistów nabożeństwa w intencji Teofila Wiśniewskiego, straconego w 1847 za udział w powstaniu 1846).
Zmarł 9 września 1898 w wieku 86 lat, niespełna rok po konsekracji wzniesionego kościoła Przemienienia Pańskiego. Został pochowany na cmentarzu przy ul. Jana Matejki w Sanoku 12 września 1898 w pogrzebie pod przewodnictwem ks. Bronisława Stasickiego, który objął następnie urząd proboszcza w Sanoku.
W kościele Przemienienia Pańskiego w Sanoku zostało ustanowione epitafium poświęcone ks. Franciszkowi Salezemu Czaszyńskiemu; inskrypcja brzmi: D.O.M. ś.p. Księdzu Franciszkowi Czaszyńskiemu. Ur. 1812, † 1898. Proboszczowi i głównemu fundatorowi kościoła wdzięczni parafianie R.I.P..